# 羅爾斯斯普林斯 (密西西比州)
羅爾斯斯普林斯（英語：Rawls Springs）是位於美國密西西比州福雷斯特縣的普查規定居民點。

## 歷史
羅爾斯斯普林斯的郵局於1905年設立，其後於1927年停運。

## 人口
根據2020年美國人口普查的數據，羅爾斯斯普林斯的面積為4.76平方千米，當中陸地面積為4.73平方千米，而水域面積為0.03平方千米。當地共有人口1202人，而人口密度為每平方千米252.52人。